# Searchmont Motor

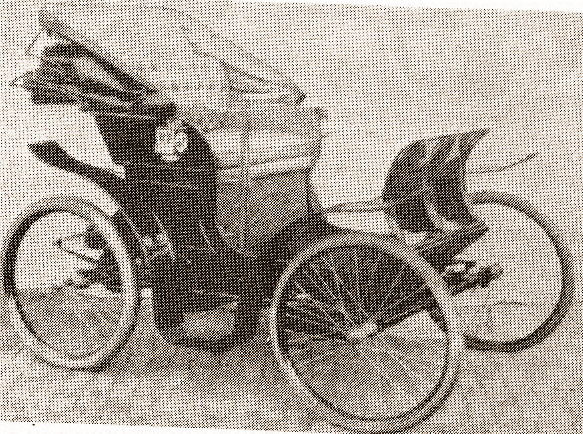
Searchmont Wagonette (1901)

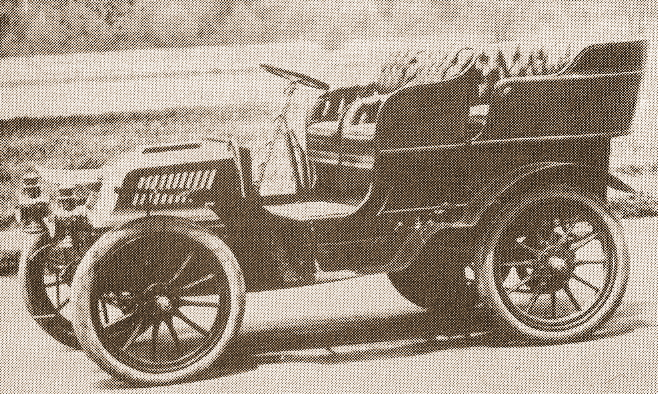
Searchmont Type VI Tourenwagen (1903)

Die Searchmont Motor Company war ein US-amerikanischer Automobilhersteller in Philadelphia (Pennsylvania).

## Beschreibung
Das Unternehmen entstand aus der Keystone Motor Company am gleichen Ort, die im Jahre 1900 von Theodore C. Search (dem Inhaber der Stetson Hat Company), Spencer Trask und anderen Geschäftsleuten aufgekauft wurde. Der Geschäftsführer Edward B. Gallaher blieb als Werksleiter im Unternehmen und das Modell Keystone Wagonette, ein zweisitziger Runabout mit Einzylinder-Heckmotor, wurde als Searchmont Wagonette bis 1902 weitergebaut.
1902 knüpfte Trask Kontakte zu dem französischen Rennfahrer Henri Fournier, der 1901 in einem Mors die Rennen Paris–Bordeaux und Paris–Berlin gewonnen hatte und den Winter im Osten der USA verbrachte. Dessen Bekanntheit wollte Trask nutzen und benannte die Firma in Fournier-Searchmont um, obwohl Fournier wieder nach Frankreich zurückkehrte und nie an der Firma beteiligt war.
Unter Verwendung möglichst vieler Teile der mit US$ 750,– attraktiven Wagonette entstand 1902 ein Zweizylindermodell mit vorne eingebautem Motor, für das Searchmont aber US$ 2000,– bis 2250,– verlangte. Aus diesen Typen III und V mit 12 PS (nach damaliger Berechnungsformel) wurden für 1903 ein Type VI mit 8 PS und ein Type VII mit 10 PS abgeleitet. Sie kosteten aufgrund der hohen Herstellungskosten von über US$ 1100,– pro Fahrzeug im Verkauf US$ 2000,– respektive 2500,–. Zu diesem Preis war der Searchmont nicht konkurrenzfähig; ein Ford Modell A mit 8-PS-Zweizylindermotor kostete bei seiner Markteinführung 1903 US$ 850,– als Zweisitzer und 950,– mit abnehmbarem Tonneau.  Der teuerste Oldsmobile, das Light Tonneau mit 10-PS-Einzylindermotor, war 1904 inklusive abnehmbarem Tonneau für US$ 950,– zu haben, der größte Elmore, Model 8 Touring mit einem Zweizylindermotor von 10 PS, US$ 1400,– und Premier aus Indianapolis (Indiana) verlangte für seinen 16-PS Vierzylinder nur US$ 1250,–.
An der Entwicklung des Searchmont war neben Gallaher vor allem Lee Sherman Chadwick beteiligt. Wie viele von Fourniers Ideen einflossen, ist unklar; äußerlich wies er eine gewisse Ähnlichkeit mit dem Mors auf. Es ist wahrscheinlich, dass die Druckumlaufschmierung des Searchmont auf Fournier zurückging. Es war die erste in einem US-amerikanischen Automobil. Als beratender Ingenieur war für kurze Zeit auch Viggo V. Torbensen tätig; er hatte zuvor für die De Dion-Bouton Motorette Company in New York City gearbeitet und machte sich bereits 1901 mit Torbensen Motor Car Company selbständig, die Automobilbestandteile produzierte und zwischen 1902 und 1906 auch einige Automobile baute, die lokale Käufer fanden. Bekannt wurde Torbensen indes als ein führender Hersteller von Antriebsachsen.
Chadwick konstruierte außerdem ein Vierzylindermodell mit 32 PS (nach damaliger Berechnungsmethode). Obwohl bereits Material zu seiner Produktion bestellt war, konnte es nicht in Serie gehen, weil sich Trask an der Börse verspekuliert hatte und die anderen Teilhaber in der Folge nicht mehr an einer Fortführung der Firma interessiert waren. Von den Zweizylindermodellen blieben noch ca. 100 Stück übrig. Diesen Lagerbestand übernahm der Warenhaus-Pionier John Wanamaker für nur US$ 750,– pro Fahrzeug und verkaufte sie in seinen Wanamaker’s Department Stores in Philadelphia und New York City problemlos für US$ 1200,–. Einen dieser Wagen kaufte Charles Yale Knight und versah ihn später mit dem ersten Schiebermotor eigener Konstruktion.
Chadwick kaufte alle Bestandteile des Vierzylinders auf, die er bekommen konnte, und begann ebenfalls in Philadelphia mit dessen Herstellung als Chadwick Type 9. Die Searchmont Motor Company stellte ihre Aktivitäten ein.

## Modelle
| Modell    | Bauzeitraum    | Zylinder | Leistung         | Radstand | Aufbauten           | Listenpreis |
| --------- | -------------- | -------- | ---------------- | -------- | ------------------- | ----------- |
| 1900–1901 | 5 bhp (3,7 kW) | 1321 mm  | Runabout 2 Sitze | US$ 650  |                     |             |
| Wagonette | 1900–1901      | 1        | 10 bhp (7,4 kW)  | 1321 mm  | Runabout 2 Sitze    | US$ 750     |
| Wagonette | 1902           | 1        | 5 bhp (3,7 kW)   | 1321 mm  | Runabout 2 Sitze    | US$ 750     |
| Type III  | 1902           | 2 Reihe  | 12 bhp (8,8 kW)  | 1676 mm  | Runabout 2 Sitze    | US$ 2000    |
| Type IV   | 1902           | 1        | 6 bhp (4,4 kW)   | 1778 mm  | Runabout 2 Sitze    | US$ 1200    |
| Type V    | 1902           | 2 Reihe  | 12 bhp (8,8 kW)  | 1981 mm  | Tourenwagen 4 Sitze | US$ 2250    |
| Type VI   | 1903           | 2 Reihe  | 8 bhp (5,9 kW)   | 1981 mm  | Tourenwagen 4 Sitze | US$ 2000    |
| Type VII  | 1903           | 2 Reihe  | 10 bhp (7,4 kW)  | 2057 mm  | Tourenwagen 4 Sitze | US$ 2500    |